# Лихачёвы
Лихачёвы (Лихачовы, Лиховцы) — древний русский дворянский род.
При подаче документов (02 сентября 1686) для внесения рода в Бархатную книгу, была предоставлена родословная роспись Лихачёвых и сделан запрос (27 декабря 1686) Палаты родословных дел в Посольский приказ о выписке из «Орбиса Полонуса», хроники Бельского и «Гнездо цноты» о Лихачёвых, ответ о Лихачёвых (Лиховцах) получен (08 февраля 1687). Также их однородцы Краевские в челобитной (1686) просили объединить их родословную роспись с росписью Лихачёвых. Род внесён в VI часть родословной книги Казанской губернии.

## Происхождение и история рода
Легендарный родоначальник их, Олег Богуславич Лиховский, по выезде в Россию прозванный Лихач (в Общ. Герб., VI, 16, назван Лиховец), литовский шляхтич, якобы выехал из Литвы (1426) к великому князю Василию Тёмному. Во святом крещении назван Алексеем. Ему пожалованы в Новгородской и Деревской пятинах в Логоцком погосте: дер. Раковицы и Тугансоги, а в Сытемском погосте дер. Шелавицы (всего 38 деревень). Его сыновья получили в наследство: Дмитрий Алексеевич Дружина — 10 деревень и пожалован у Спаса на Неве доходом с пошлин (1501), Матвей Алексеевич Кошка  — 13 деревень, Никита Алексеевич — 15 деревень.
Опричниками Ивана Грозного числились Фёдор и Дружина Нечаевич Лихачёвы (1573).

## Описание гербов

#### Герб. Часть VI. № 16.
Герб: Щит разделён надвое, в верхней половине в правом красном поле изображены красные ключ и сверло. В левом, серебряном поле, крестообразно положены две стрелы и копьё. В нижней половине голубого цвета означены золотые две трубы, посредине их охотничий рог и возле него серебряный зуб вепря. Щит увенчан дворянскими шлемом и короной со страусовыми перьями. Намёт на щите голубой и красный, подложенный золотом.

#### Герб. Часть XVIII. № 61.
Герб полковника Ивана Лихачёва: в красном щите горизонтально золотой пояс. На нем накрест две черные пушки. В красной верхней части щита серебряный лапчатый крест, в нижней его красной части золотая подкова шипами вниз. На щите дворянский коронованный шлем. Нашлемник — пять страусовых перьев: среднее — красное, второе — золотое, четвёртое — серебряное, крайние — чёрные. Намёт справа красный с золотом, слева чёрный с серебром. Девиз «ВЕРЕН ДОЛГУ» золотыми буквами на красной ленте.

## Известные представители
- Лихачёв Андрей Кириллович — писец Обонежской пятины (1564-1571).
- Лихачёв Иван Иванович Пешек — пожалован Иваном Грозным в Вологодском уезде село Воскресенское и 300 дворов крестьян († 1574).
- Лихачёв Михаил Афанасьевич Нечай — воевода в Лиговере (1576), в Велиже (1578).
- Лихачёв Василий Юрьевич Муха — 2-й воевода в Лиговере (1576), помещик Бежецкой пятины.
- Лихачёв Иван Михайлович — воевода в Ракоборе, где и убит в осаде (1579).
- Лихачёв Григорий Михайлович — кречетник Ивана Грозного.
- Лихачёв Богдан Терентьевич — московский дворянин (1627 — 1629).
- Лихачёв Пётр Богданович — стряпчий (1629), стольник (1636 — 1676).
- Фёдор Фёдорович Лихачёв — думный дьяк (1627 — 1640), печатник и начальник Посольского приказа (1641 — 1643), думный дворянин.
- Лихачёв Фёдор Фёдорович (стольник (1627 — 1629) (ум. 1634).
- Лихачёв Данила Богданович — стольник (1636 — 1668).
- Лихачёв Максим — дьяк, воевода в Верхотурье (1644 — 1645), в Смоленске (1654-1655)[6].
- Лихачёв Фёдор Иванович — ключник с путем, в иночестве Феодосий в Феодоровском монастыре (ум. 1659).
- Лихачёв Василий Богданович — стольник патриарха Филарета (1627 — 1629), московский дворянин (1636-1668), стольник (1668), воевода в Сосницах (1668), посланник во Флоренции, воевода в Ольшанске (1695 — 1696).
- Лихачёв Лазарь-Любим Афанасьевич — стольник (1645 — 1624).
- Лихачев Евсигней Григорьевич — стольник, воевода в Изборске (1681-1683), в Гдове (1688).
- Лихачев Василий Григорьевич — стольник, воевода в Острове (1682).
- Лихачёв Фёдор Михайлович — комнатный стольник (1686), стольник (1687).
- Лихачёв Пётр Любимович (г/р 1675) — стольник царицы Прасковьи Федоровны (1692).
- Лихачёв Дорофей Афанасьевич — стольник, поручик 4-й роты дворян (1696), воевода в Ладоге.
- Лихачёвы: Тарас Семёнович, Самсон Никитич, Михаил Алексеевич, Илья Гаврилович, Иван Фролович, Яков, Степан и Иван Ивановичи — стряпчие (1678 — 1692).
- Лихачевы: Никита Филатович, Степан и Иван Никифоровичи, Иван Афанасьевич, Демид Исаевич, Василий Фёдорович, Лев Григорьевич, Афанасий Юрьевич, Аверкий Фролович, Алексей Степанович — московские дворяне (1676 — 1693).
- Лихачёвы: Иван и Иван Ивановичи, Иван Евстигнеевич, Иван Меньшой Афанасьевич, Любим Афанасьевич, Василий Степанович — стольники (1681 — 1692).[3][7].
- Братья Алексей (ум. 1729) и Михаил (ум. 1706) Тимофеевичи — окольничие царя Фёдора Алексеевича.
- Лихачёв, Пётр Гаврилович — генерал-майор, командир 24-й пехотной дивизии, взят в плен под Бородино, при защите редута Раевского.
- Лихачёв Яков Иванович — генерал-майор (ум. 1822).